# Objawy pozytywne
Objawy pozytywne, objawy wytwórcze – grupa objawów aktywnie tworzonych występujących w zaburzeniach psychotycznych. Do objawów pozytywnych zalicza się halucynacje, urojenia, rozkojarzenie myślenia, niezrozumiałe wypowiedzi oraz dziwaczne zachowanie.
Przeciwieństwem objawów pozytywnych są objawy negatywne.